# Duane Bray
Duane Bray (Kanada, Manitoba, Flin Flon, 1954. szeptember 24. –) kanadai jégkorongozó.

## Karrier
Komolyabb junior karrierjét szülővárosa csapatában kezdte a Flin Flon Bombersben 1971-ben. Ez a junior csapat a Western Canadian Hockey League-ben szerepelt. 1974-ig volt a csapat tagja. Az 1974-es NHL-amatőr drafton a Minnesota North Stars választotta ki a 11. kör 179. helyén. A National Hockey League-ben sosem játszott. Első felnőtt idénye az 1974–1975-ös volt a CHL-es Tulsa Oilersben, majd 5 mérkőzés után átkerült az IHL-es Des Moines Capitolsba. A következő szezont már teljes egészében a CHL-ben játszotta végig a Tucson Mavericksben. 1976–1977-ben felkerült a World Hockey Associationba, ami az NHL nagy konkurense volt abban az időben. Ám csak 46 mérkőzésen léphetett jégre ebben a ligában. Utána, a szezon mások felét a CHL-es Oklahoma City Blazers töltötte. Végül 1977–1978-ban vonult vissza az amatőr WIHL-es Trail Smoke Eatersből.